# Šafija
Imam Šafija (arapski : ابو عبدالله محمد بن إدريس الشافعيّ; latinski: Abū ʿAbdullāh Muhammad ibn Idrīs al-Shafiʿī; 767 - 820) bio je islamski učenjak, poznat kao osnivač šafijskog mezheba, jedne od četiri velike pravne škole u sunitskom islamu. On je bio najprominentniji student imama Malik ibn Anasa, i služio je kao guverner Najar.
Abdu Menaf je zajednički predak Alahovog poslanika, Muhameda, i imama Šafije, pa otuda za Šafiju kažu da je bio nećak proroka Muhameda. Nazvan je eš-Šafi po svom pradedi Šafiju, koji se ubraja u generaciju mladih ashaba, s obzirom da je Alahovog poslanika susreo kada je imao desetak godina. Otac njegovog pradede Šafija es-Saib prešao je na islam na dan bitke na Bedru. Majka mu je poreklom iz plemena el-Ezd.

## Rođenje i detinjstvo
Svi autori spominju da je Imam Šafija roden 767. one godine kada je umro veliki islamski pravnik Ebu Hanifa. U nekim izvorima se navodi čak da je rođen iste noći u kojoj je umro Ebu Hanifa. Kada je u pitanju mesto njegova rođenja, postoje izvjesna razilaženja. Tako se spominju: Gaza, Jemen i dr. Međutim, većina autora, očito je, preferira Gazu u Palestini, citirajući samog imama Šafiju, koji je izjavio: „Rođen sam u Gazi, 150. god. Kada sam imao dve godine, majka me je prenela u Meku.” Inače, njegov otac je umro mlad, pa je Imam Šafija odrastao bez oca.
Od samog rođenja moglo se primetiti da ima potencijal da postane značajna ličnost u islamskom svetu, što potvrđuje i san njegove majke koji beleže brojni islamski izvori, u kome se kaže da je ona, rađajuci Šafiju, videla kako se rađa zvezda koja je pala na Misir, nakon čega su se njezini delovi raspršili i na ostala područja. To su tumači snova protumačili tako što su rekli da je rođen veliki učenjak, čije će učenje izuzetno delovati na Egipat, ali će njegovo znanje dopreti i do svih ostalih područja.
Imam Šafija se intelektualno razvija i odgaja u periodu Abasidske dominacije, u vremenu procvata brojnih naučnih disciplina, nastanka različitih idejnih usmerenja i izuzetnog porasta prevođenja različitih dela sa drugih jezika. Vrlo rano je postao hafiz Kurana. Neki izvori beleže da je tada imao samo sedam godina. Nakon toga je počeo da izučava hadis. Sa deset godina je naučio napamet Malikovo delo El-Muveta, a onda se dao na izučavanje šerijatskopravnih nauka. Nakon toga, izvesno vreme uči arapski jezik i pesništvo, u čemu je postao izuzetno poznat.
Uz izučavanje nauke, njegov omiljeni hobi bio je gađanje strelom u čemu je postigao maksimum. Od deset pokušaja gađanja strelom imao bi devet ili svih deset pogodaka, što je bilo nedostižno za njegove savremenike.
Inače, Imam Šafija je prvo učio u Meki, gde je imao brojne učitelje i gde je stekao mnogo znanja. Usavršavanje je nastavio u Medini, uglavnom, slušajući imama Malika, od koga je dosta naučio i sa njim je ostao sve do njegove smrti 179. god. po Hidžri, povremeno obilazeći svoju majku koja je ostala u Meki.

### Veza sa porodicom Muhameda
Godine 814, Šafija je odlučio da napusti Bagdad i uputi se u Egipat. Tačni razlozi njegovog odlaska iz Iraka su neizvesni, ali je u Egiptu sreo drugog učitelja, Sajidu Nafisu bint El-Hasan, koja je takođe finansijski podržala njegove studije, i gde je on diktirao učenicima svoja životna dela. Nekoliko njegovih vodećih učenika je zapisivalo ono što je Šafija govorio, a zatim im je nalagao da to pročitaju naglas kako bi se mogle izvršiti ispravke. Svi biografi Šafije se slažu da je nasleđe dela pod njegovim imenom rezultat tih seansi sa njegovim učenicima.
Nafisa je bila Muhamedov potomak, preko njegovog unuka Hasana ibn Alija, koja se udala za još jednog Muhamedovog potomka, to je Išak el-Mutamin, sina imama Džafara al-Sadik, koji je navodno bio učitelj Malik ibn Anasa‍:121 i Ebu Hanifa. Tako su sva četiri velika imama sunitskog fikha (Ebu Hanif, Malik, njegov učenik Šafija i njegov učenik Ibn Hanbal) povezani sa Imam Džafarom iz Bajt (domaćinstva) Muhameda, bilo direktno ili indirektno.

## Učenici
Kako je imam Šafija imao brojne učitelje, broj njegovih učenika je, takođe, bio veliki. Od njega nisu učili samo učenici, već su to činili čak i njegovi učitelji od kojih je on, u početku, učio, a tađode i njegovi savremenici imami, sa kojima se družio i raspravljao o raznim islamskim disciplinama. Posebno su iskoristili njegovo znanje iz hadisa i fikha.
Najistaknutiji Šafijin učenik bio je, nesumnjivo Ahmed ibn Hanbel.

## Osobine
Imam Šafija bio je lepe fizičke konstrukcije i lepoga lica. Bio je izuzetan govornik. Brojni izvori navode da je Imam Šafija noć delio na tri dela. Prvu trećinu noći koristio je za učenje, saznavanje, pisanje i intelektualno sazrevanje, drugu trećinu za ibadet, a treću za san i spavanje.

## Dela
Od brojnih dela koja je napisao izdvajaju se:
- Kitabu-r-risale: Djelo tretira pitanja usuli-fikha, a bilo je postaknuto od strane muhadisa tog vremena. Delo je pisao 195. godine, za vreme boravka u Bagdadu. Kada je preselio u Egipat napisao je novu verziju tog dela. Neki tvrde da je stara verzija dela izgubljena i da do danas nije pronađena.
- Kitabu-l-umm : Obuhvata konačnu verziju njegovog mezheba. Zna se da je imam Šafija dolaskom u Egipat i promenom stanja i običaja, uveliko izmenio neke svoje šerijatskopravne stavove, pa je delo rezultat tih promena. Ono sadrži preko 140 poglavlja.
- Kitabu-l-hudždžde
- Kitabu-s-sijer
- Kitabu-l-mebsut
- Kitabus-sunen
- Kitabu Ali ve Abdulah
- Kitabu-l-mensurat
- Ihtilafu-l-hadis
- Džima'u-l-ilmi
- Ibtalu-l-istihsan
- Ahkamu-l-Kuran
- Bejanu-l-fardi
- Sifetu-l-emri ven-nehji
- Fadailu Kurejš
- Ihtilafu Malik veš-Šafi
- Ihtilafu mea Muhammed ibn Hasan
- Ihtilafu-l-irakijjin
- El-Emali-l-kubra
- El-Imlau-s-sagir

## Smrt
U islamskoj literaturi se navode različiti razlozi za njegovu smrt. Zna se da su imama Šafiju spopale razne bolesti. Između ostalih, bolovao je i od hemoroida, pa mnogi autori smatraju da je ta bolest bila uzrokom njegove smrti. Umro je 820. u Egiptu, gde je živio poslednje godine života, u 54. godini.

## Literatura
- Burton, John (1990). The Sources of Islamic Law: Islamic Theories of Abrogation (PDF). Edinburgh University Press. ISBN 978-0-7486-0108-0. Архивирано из оригинала (PDF) 04. 01. 2020. г. Приступљено 21. 07. 2018.
- Ruthven Malise, Islam in the World. 3rd edition Granta Books London 2006 ch. 4
- Majid Khadduri (trans.), "al-Shafi'i's Risala: Treatise on the Foundation of Islamic Jurisprudence". Islamic Texts Society 1961, reprinted. 1997.  978-0-946621-15-6..
- al-Shafi'i, Muhammad b. Idris,"The Book of the Amalgamation of Knowledge" translated by Aisha Y. Musa in Hadith as Scripture: Discussions on The Authority Of Prophetic Traditions in Islam, New York: Palgrave, 2008
- Helal M Abu Taher, Char Imam(Four Imams), Islamic Foundation, Dhaka,1980.
- Brown, Jonathan A. C. (2009). „Maṣlaḥah”.  Ур.: John L. Esposito. The Oxford Encyclopedia of the Islamic World. Oxford: Oxford University Press. Архивирано из оригинала 11. 10. 2017. г. Приступљено 05. 02. 2023.
- Calder, Norman (2009). „Law. Legal Thought and Jurisprudence”.  Ур.: John L. Esposito. The Oxford Encyclopedia of the Islamic World. Oxford: Oxford University Press. Архивирано из оригинала 21. 11. 2008. г. Приступљено 05. 02. 2023.
- Dahlén, Ashk (2003), Islamic Law, Epistemology and Modernity. Legal Philosophy in Contemporary Iran, New York: Routledge, ISBN 9780415945295
- Duderija, Adis (2014).  Adis Duderija, ур. Contemporary Muslim Reformist Thought and Maqāṣid cum Maṣlaḥa Approaches to Islamic Law: An Introduction. Maqasid al-Shari'a and Contemporary Reformist Muslim Thought: An Examination. Springer.
- Gleave, R.M. (2012). „Maḳāṣid al-Sharīʿa”.  Ур.: P. Bearman; Th. Bianquis; C.E. Bosworth; E. van Donzel; W.P. Heinrichs. Encyclopaedia of Islam (2nd изд.). Brill. doi:10.1163/1573-3912_islam_SIM_8809.
- Glenn, H. Patrick (2014). Legal Traditions of the World – Sustainable Diversity in Law (5th edition), Oxford University Press,  978-0199669837.
- Hallaq, Wael B. (2009). An Introduction to Islamic Law. Cambridge University Press.
- Hussin, Iza (2014). „Sunni Schools of Jurisprudence”.  Ур.: Emad El-Din Shahin. The Oxford Encyclopedia of Islam and Politics. Oxford University Press. ISBN 9780199739356. doi:10.1093/acref:oiso/9780199739356.001.0001.
- Kamali, Mohammad Hashim (1999).  John Esposito, ур. Law and Society. The Oxford History of Islam. Oxford University Press (Kindle edition).
- Opwis, Felicitas (2007).  Abbas Amanat; Frank Griffel, ур. Islamic Law and Legal Change: The Concept of Maslaha in Classical and Contemporary Legal Theory. Shari'a: Islamic Law in the Contemporary Context (Kindle изд.). Stanford University Press.
- Rabb, Intisar A. (2009). „Law. Civil Law & Courts”.  Ур.: John L. Esposito. The Oxford Encyclopedia of the Islamic World. Oxford: Oxford University Press. Архивирано из оригинала 21. 11. 2008. г. Приступљено 05. 02. 2023.
- Rabb, Intisar A. (2009b). „Fiqh”.  Ур.: John L. Esposito. The Oxford Encyclopedia of the Islamic World. Oxford: Oxford University Press. ISBN 9780195305135. doi:10.1093/acref/9780195305135.001.0001.
- Rabb, Intisar A. (2009c). „Ijtihād”.  Ур.: John L. Esposito. The Oxford Encyclopedia of the Islamic World. Oxford: Oxford University Press. ISBN 9780195305135. doi:10.1093/acref/9780195305135.001.0001.
- Schneider, Irene (2014). „Fiqh”.  Ур.: Emad El-Din Shahin. The Oxford Encyclopedia of Islam and Politics. Oxford University Press. ISBN 9780199739356. doi:10.1093/acref:oiso/9780199739356.001.0001.
- Vikør, Knut S. (2014). „Sharīʿah”.  Ур.: Emad El-Din Shahin. The Oxford Encyclopedia of Islam and Politics. Oxford University Press. Архивирано из оригинала 2. 2. 2017. г. Приступљено 3. 9. 2014.
- Ziadeh, Farhat J. (2009). „Uṣūl al-fiqh”.  Ур.: John L. Esposito. The Oxford Encyclopedia of the Islamic World. Oxford: Oxford University Press. ISBN 9780195305135. doi:10.1093/acref/9780195305135.001.0001.
- Ziadeh, Farhat J. (2009b). „Law. Sunnī Schools of Law”.  Ур.: John L. Esposito. The Oxford Encyclopedia of the Islamic World. Oxford: Oxford University Press. Архивирано из оригинала 21. 11. 2008. г. Приступљено 05. 02. 2023.